# Richard M. Christensen
Richard Monson Christensen (* 3. Juli 1932 in Idaho Falls; † 12. April 2024) war ein US-amerikanischer Ingenieur.
Christensen studierte Bauingenieurwesen an der University of Utah mit Bachelor-Abschluss 1955 und an der Yale University mit Master-Abschluss 1956 und Promotion in Mechanik 1961. Zuvor arbeitete er in der Luftfahrtindustrie bei General Dynamics (Convair, 1956–1958) und nach der Promotion bei TRW Systems (1961–1964). 1962 wurde er Lecturer an der University of Southern California und 1964 Assistant Professor an der University of California, Berkeley. Von 1967 bis 1974 war er Ingenieur bei Shell. 1974 wurde er Professor an der Washington University, 1976 an der University of California, Davis und gleichzeitig Mitglied des Lawrence Livermore National Laboratory. Ab 1994 hatte er eine Professur für Aeronautik und Astronautik an der Stanford University inne.
Er befasste sich insbesondere mit Viskoelastizität von Polymeren, Verbundwerkstoffen, Wellen in heterogenen Materialien, sehr porösen Materialien, der Kinetik von Riss-Wachstum, Versagenskriterien für Materialien sowie der Vorhersage von Lebensdauern.
1989 erhielt er die William Prager Medal und außerdem die Nadai Medal. 1987 wurde er Fellow der National Academy of Engineering. Für 2013 wurde ihm die Timoschenko-Medaille zugesprochen.

## Schriften (Auswahl)
- Theory of Viscoelasticity, Dover 2003
- Mechanics of Composite Materials, Dover 2005